# Le Bleu du ciel (série télévisée)
Le Bleu du ciel un téléroman québécois en 34 épisodes de 45 minutes scénarisé par Victor-Lévy Beaulieu et diffusé entre le 6 janvier 2004 et le 30 mars 2005 à la Télévision de Radio-Canada.

## Synopsis
Une saga contemporaine remplie de personnages attachants et colorés qui se battent contre leurs dépendances et leurs démons.

## Fiche technique
- Scénario et dialogues : Victor-Lévy Beaulieu
- Musique originale : Claude Dubois
- Réalisatrice-coordonnatrice : Céline Hallée
- Réalisation : André Tousignant, Peter Ingles, Louise Ducharme et Monique Brossard
- Société de production : Société Radio-Canada

## Distribution
- Raymond Bouchard : Bello Bastarache
- Paul Doucet : Karmel Bastarache
- Annette Garant : Mélaurie Fraser-Bastarache
- Yves Desgagnés : Bertin Boulet
- Louise Marleau : Désirée Fraser
- Gérard Poirier : Mgr Mauril Jalbert
- Philippe Cousineau : Pierre-Paul Paradis
- Lise Martin : Dulcinée Sanchez
- Jean-François Casabonne : Tony Sanchez
- Paul Savoie : Chubby Wilmot
- Liu-Kong Ha : Kerman Fraser-Bastarache
- Marie-Yong Godbout-Turgeon : Li Fraser-Bastarache
- Julien Poulin : Titange Paradis
- Catherine Allard : Camille Kirouac
- Karine Lagueux : Charlotte King
- Jean Turcotte : Killer Turcotte
- Annick Bergeron : Jovette Viel
- Pierre Collin : Baron O'Leary
- Alain Boucher : Lucius Schmouth
- Roger La Rue : Loto Soulard
- Johanne Marie Tremblay : Fleur-Ange
- Normand Lévesque : Aldéo Binette
- Maxime Desbiens-Tremblay : Fred
- Guy-Daniel Tremblay : Boddy Caron
- Marcel Sabourin : Fabien
- Pierre-Luc Houde : Samuel
- Jimmy Lévesque : Petit bum aux Chutes

## Commentaires
- Le téléroman est l'un des premiers à être produit et diffusé en format haute définition[2] à Radio-Canada.

- En février 2005, après que Radio-Canada a annoncé le non-renouvellement du téléroman en raison de la baisse des audiences[3], l'auteur Victor-Lévy Beaulieu a fait une sortie publique à la suite de l'échec de la série, s'en prenant au diffuseur et aux téléspectateurs[4].